# David Wiman
David Lepold Wiman (Göteborg, 6 augustus 1884 - Göteborg, 6 oktober 1950) was een Zweeds turner.
Wiman won met de Zweedse ploeg de gouden medaille in de landenwedstrijd Zweeds systeem tijdens de Olympische Zomerspelen 1912 in eigen land.

## Olympische Zomerspelen
| Jaar | Plaats    | Resultaten          |
| ---- | --------- | ------------------- |
| 1912 | Stockholm | team Zweeds systeem |